# Casa Senyorial de Jaungulbene
La Casa Senyorial de Jaungulbene (en letó: Jaungulbenes muižas pils; en alemany: Schloss Neu-Schwanenburg) és una mansió a la regió històrica de Vidzeme, al Municipi de Gulbene  del nord de Letònia. Va ser construïda en estil neogòtic Tudor i es va acabar el 1878. Des de 1927 fins a la dècada de 1990 l'edifici va allotjar una escola agrícola.

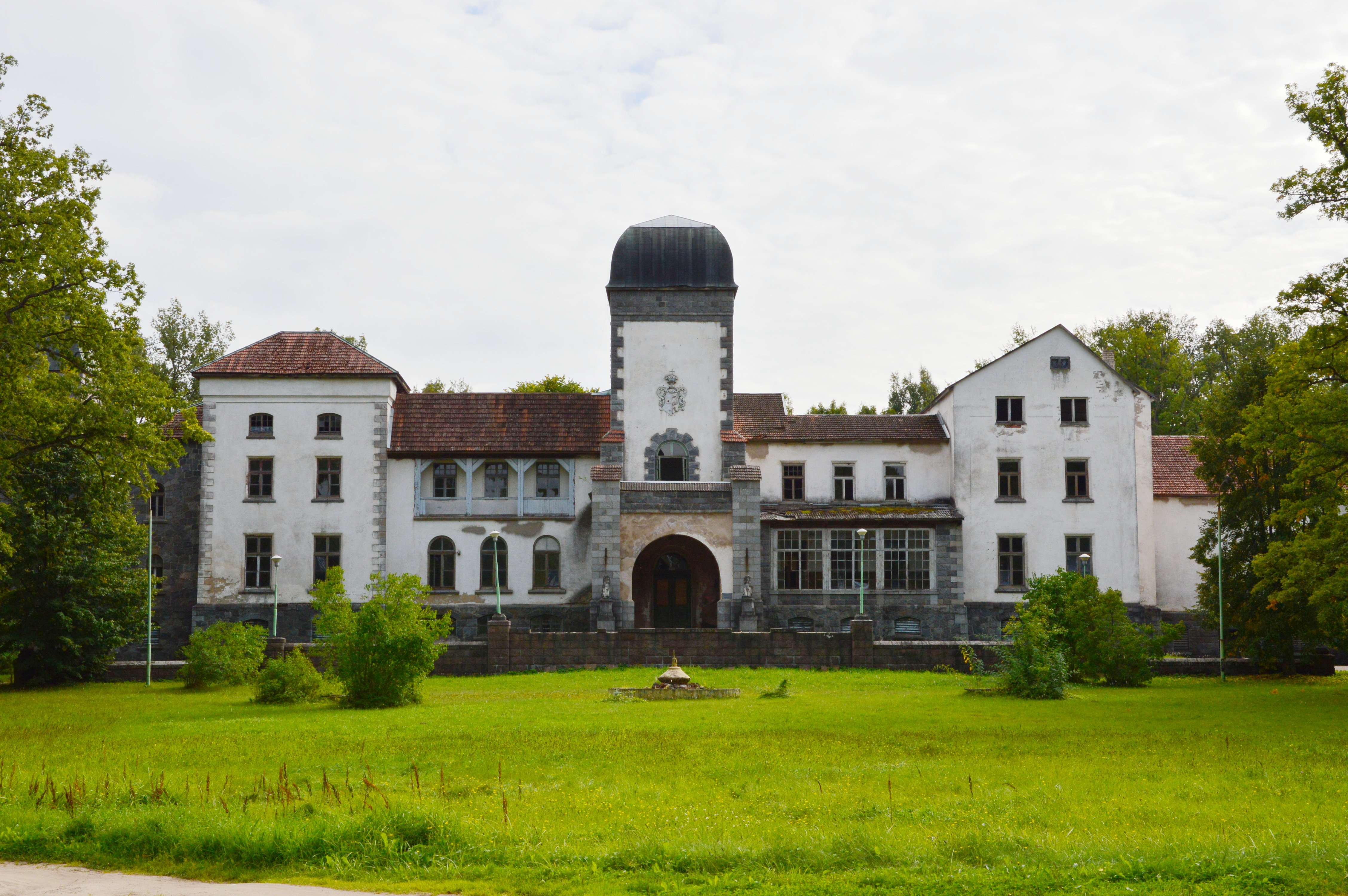
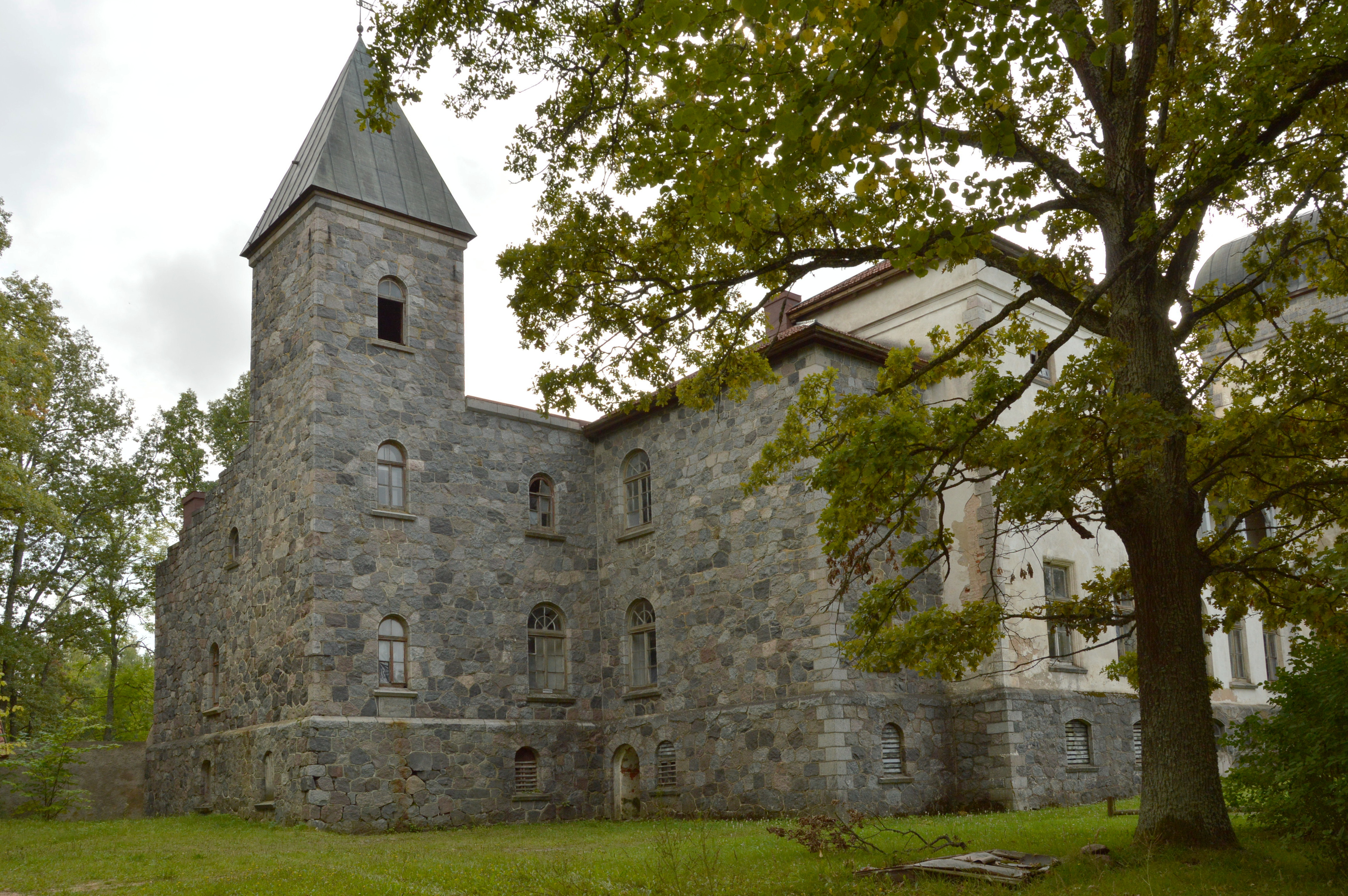
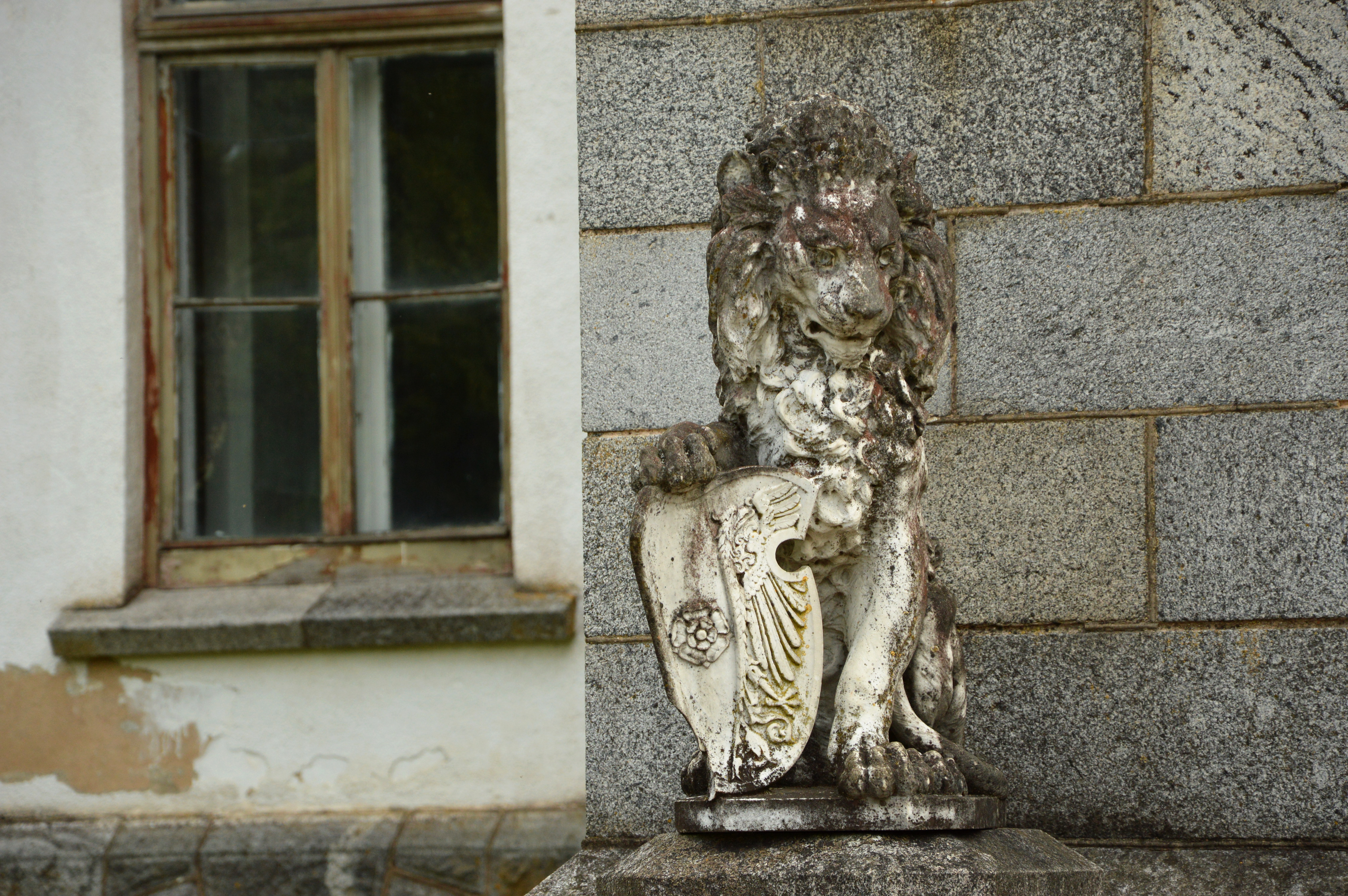
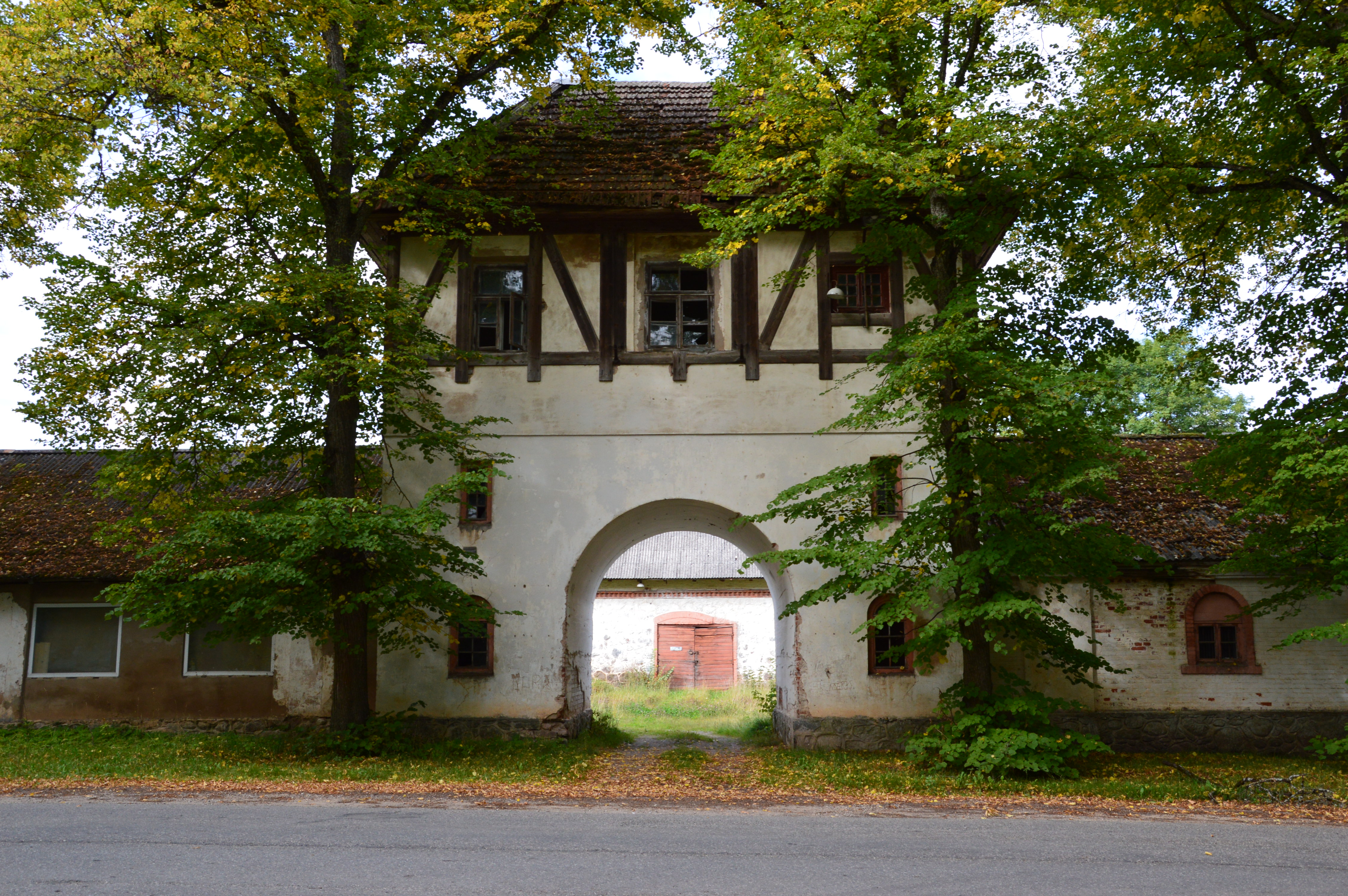
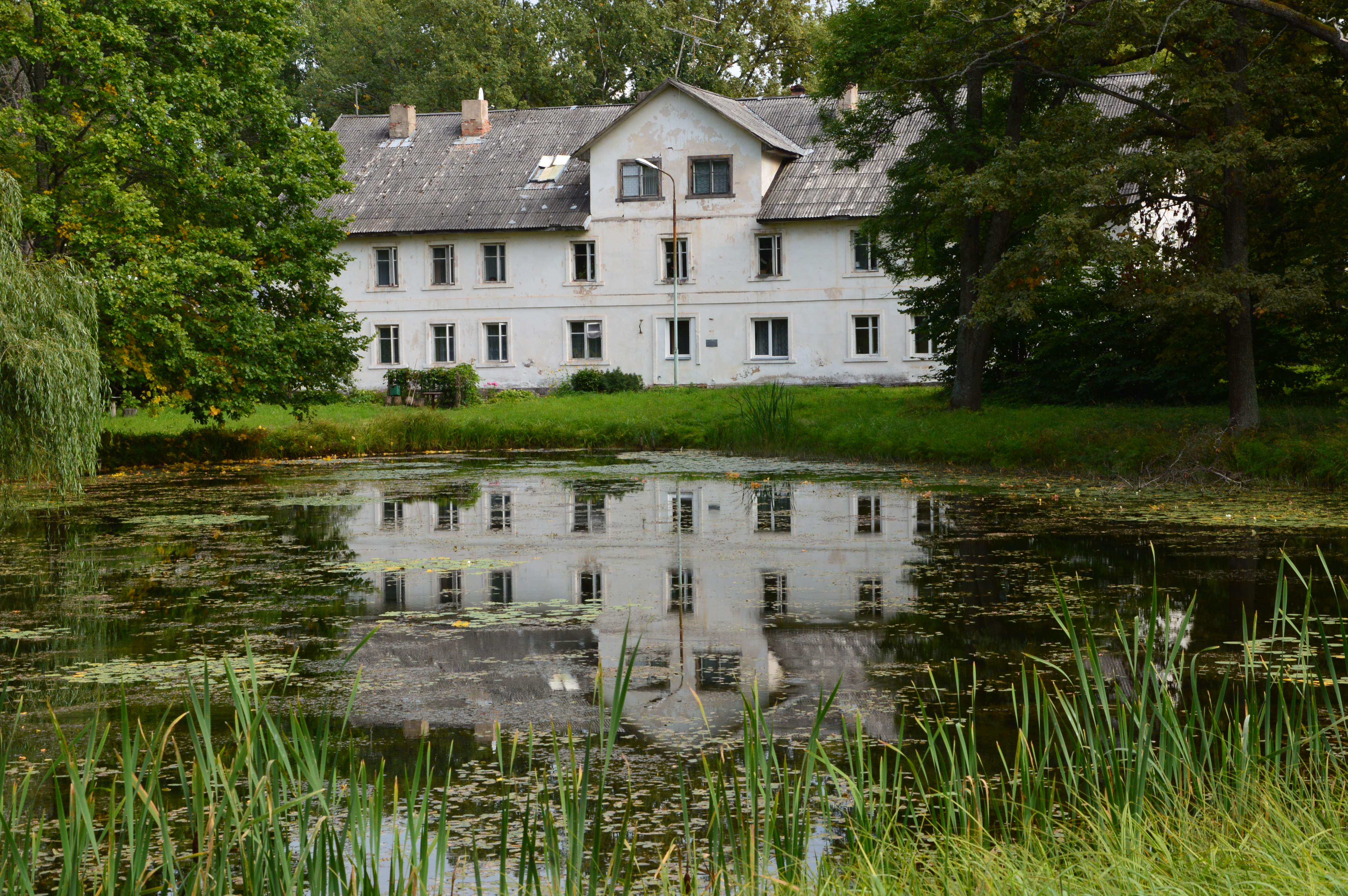